# Weinmannia cochensis
Weinmannia cochensis är en tvåhjärtbladig växtart som beskrevs av Georg Hans Emmo Emo Wolfgang Hieronymus. Weinmannia cochensis ingår i släktet Weinmannia och familjen Cunoniaceae. Inga underarter finns listade i Catalogue of Life.